# Cratere Colleen
Colleen  è un cratere sulla superficie di Venere.